# Llista de comtes i ducs d'Anjou
Llista dels comtes d'Anjou, després ducs d'Anjou.

## Comtes d'Anjou no hereditaris
- Sant Licini (Licinius) (vers 587 - 592)
- Torquat, comte vers 790
- Tertulf, comte vers 820
- Odó d'Orleans (mort el 834)
- Lambert II de Nantes, comte de Nantes i d'Angers (mort el 852)

## Comtes d'Anjou hereditaris
Robertins
- Robert el Fort, comte d'Anjou i de Tours, marquès de Nèustria
- Odó I de França, rei dels Francs, fill.

Ingelgerians
- 930 - 942: Folc I el Roig (mort vers 942), fill d'Ingelger (vers 840 - 886), vescomte d'Angers el 880
- 942- 958: Folc II el Bo, fill de l'anterior (mort l'11 de novembre del 958)
- 958- 987: Jofré I Grisegonelle, fill de l'anterior (mort el 987)
- 987- 1040: Folc III Nerra, fill de l'anterior (mort el 1040)
- 1040- 1060: Jofré II Martell, fill de l'anterior (mort el 1060)

Plantagenet

Armes de Jofré V Plantagenet

- 1060- 1068: Jofré III el Barbut, net de Folc III per Ermengarda d'Anjou (morta després de 1096)
- 1068- 1109: Folc IV el Tauró, germà del precedent (1043 - 1109)
  - Jofré IV d'Anjou, fill del precedent (mort el 1106)
- 1109- 1129: Folc V d'Anjou el Jove, rei de Salemer, fill petit de Folc IV (1095 - 1143)
- 1129- 1151: Jofré V el Bell o Plantagenet, fill del precedent (1113 - 1151)
- 1151- 1189: Enric, rei d'Anglaterra, fill de l'anterior (1133 - 1189)
  - 1156 - 1158: Jofré VI d'Anjou, germà de l'anterior (1134 - 1158)
  - 1169 - 1183: Enric II el Jove (1155 - 1183, fill d'Enric II d'Anglaterra
- 1189 - 1199: Ricard I Cor de Lleó rei d'Anglaterra, germà de l'anterior (1157 - 1199)
- 1199- 1204: Joan d'Anglaterra conegut com a Joan sense Terra, germà de l'anterior (1167 - 1219)
- 1199- 1203: Artur de Bretanya, net d'Enric II

Capets directes

Armes dels comtes capets d'Anjou

- 1219 - 1232: Joan Tristan, fill de Lluís VIII el Lleó, rei de França
- 1246 - 1285: Carles I (1226 - 1285), també comte de Provença i rei de Sicília, i després de Nàpols, fill de Lluís VIII el Lleó de França i de Blanca de Castella i d'Anglaterra
- 1285- 1290: Carles II (1254 - 1309), rei de Nàpols, fill de l'anterior. El 1290 va donar en dot el comtat d'Anjou a la seva filla Margarita, que es va casar amb Carles de Valois
- 1290- 1299: Margarida (1273 - 1299), filla de l'anterior, casada amb el següent.

Casa de Valois
- 1290 - 1325: Carles III (1270 - 1325), fill de Felip III, rei de França
- 1325- 1328: Felip (1293 - 1350), fill de l'anterior. Va esdevenir rei de França com a Felip VI el 1328 i va reunir l'Anjou als dominis de la corona.
- 1332-1350: Joan II (1319-1364), fill de l'anterior, va esdevenir rei de França a la mort del seu pare.

## Ducs d'Anjou
El 1360, l'Anjou fou erigit en ducat.
Casa de Valois

Armes dels ducs d'Anjou

- 1360 - 1384: Lluís I (1339 - 1384), rei titular de Sicília i de Jerusalem, comte de Provença, fill de Joan II, rei de França, i net de Felip VI de França o Felip VI de Valois.
- 1384 - 1417: Lluís II (1377 - 1417), fill de l'anterior, rei titular de Sicília i de Jerusalem, comte de Provença.
- 1417- 1434: Lluís III (1403 - 1434), fill del precedent, rei titular de Sicília i de Jerusalem, comte de Provença
- 1434- 1480: Renat I (1409 - 1480), germà del precedent, rei de Nàpols, duc de Bar, comte de Provença, rei titular de Sicília, de Jerusalem i d'Aragó, duc de Lorena
- 1480- 1481: Carles IV (1436 - 1481), fill de Carles, comte del Maine, i net de Lluís II, rei titular de Sicília i de Jerusalem, comte de Provence.

## Ducs d'Anjou (feu atribuït)
A la mort de Carles IV, el ducat d'Anjou fou oficialment agregat a la corona. El comtat fou atribuït en apanage a diversos prínceps (apanagistes) de la casa de Valois i de Borbó que van portar el títol sense originar dinasties.
- Enric de França (1551 - 1589), futur rei Enric III.
- Francesc de França (1555-1584), fill d'Enric II, abans duc d'Alençon.
- Gastó de França (1608-1660), fill d'Enric IV, futur duc d'Orleans.
- Felip de França (1640-1701), fill de Lluís XIII. Després duc d'Orleans, tronc de l'actual casa d'Orleans. Carles Felip d'Orleans porta avui dia el títol de cortesia de «duc d'Anjou» (vegeu més avall)
- Felip Carles de França (* 11 agost 1668 – † 10 juliol 1671), Duc d'Anjou (1668–1671), fill de Lluís XIV.
- Lluís Francesc de França (* 14 juny 1672 – † 4 novembre 1672), Duc d'Anjou (1672), fill de Lluís XIV.
- Felip de França, net de Lluís XIV, futur rei Felip V de les Espanyes, tronc de la casa de Borbó actual, va reprendre el títol
- Lluís de França, després Lluís XV.
- Felip de França (1730-1733), fill de Lluís XV.
- Lluís de França (1775-1824), germà de Lluís XVI, futur Lluís XVIII.

## Títol de cortesia
Casa de Borbó d'Espanya
El títol de «duc d'Anjou» el porta des de l'inici del segle XX la branca dels Borbons sorgida de Felip V, esdevingut el representant més gran de la casa dels Capets i, per tant, hereu legitimista de la corona francesa, després de la mort el 1883 del comte de Chambord, darrer hereu de Lluís XV de França.
Descendents de Felip V, duc d'Anjou abans d'esdevenir rei d'Espanya, aquesta branca dels Borbons, que no tenia pas el ducat d'Anjou en va conservar el blasó a les armes d'Espanya. La branca vella va reprendre les armes de França.
- 1918-1931 : Jaume de Borbó (1870-1931), «duc de Madrid», el més vell dels descendents de Felip de França (1683-1746), duc d'Anjou que va esdevenir Felip V, rei d'Espanya.
- 1931-1936 : Alfons Carles de Borbó (1849-1936), «duc de Sant Jaume» (1931), oncle de l'anterior; proclamat «duc d'Anjou» pels seus partidaris francesos, si bé sembla que no va utilitzar el títol
- 1946-1975 : Jaume Enric de Borbó (1908-1975), «duc d'Anjou, de Segovia i de Toledo»[2] (1935) cosí de l'anterior.
- 1975-1989: Alfons de Borbó i Dampierre, duc d'Anjou i de Cadis[3] (1972), fill de l'anterior.
- 1989 - Lluís Alfons de Borbó (1974), «duc d'Anjou»[4] (1984), fill de l'anterior, cap de la casa dels Capets.

Casa d'Orleans
El títol de «duc d'Anjou» fou agafat també des de 2004 per un membre de la casa d'Orleans, sorgida de Felip, duc d'Orleans, segon fill del rei Lluís XIII. Aquesta branca ha esdevingut pretendent orleanista de la corona de França, després de la mort el 1883 del comte de Chambord.
- 2004- Carles Felip d'Orleans (1973), «duc d'Anjou»,[5][6] fill de Miquel d'Orleans (1941), «comte d'Évreux», i nebot d'Enric d'Orleans, comte de París.[7]